# Zovaber
Zovaber (en arménien Զովաբեր ; jusqu'en 1978 Yayji) est une communauté rurale du marz de Gegharkunik, en Arménie. Elle compte 1 771 habitants en 2008.